# Fläugenfadhorn
Fläugenfadhorn är en bergstopp i Schweiz.   Den ligger i kantonen Uri, i den centrala delen av landet, 90 km öster om huvudstaden Bern. Toppen på Fläugenfadhorn är 2 710 meter över havet, eller 186 meter över den omgivande terrängen. Bredden vid basen är 1,3 km.
Terrängen runt Fläugenfadhorn är huvudsakligen mycket bergig. Närmaste större samhälle är Erstfeld, 5,7 km öster om Fläugenfadhorn. 
I omgivningarna runt Fläugenfadhorn växer i huvudsak blandskog. Runt Fläugenfadhorn är det mycket glesbefolkat, med 6 invånare per kvadratkilometer.